# Севастопольський сміттєспалювальний завод
Севастопольський сміттєспалювальний завод — колишній сміттєспалювальний завод у Севастополі.

## Історія
Завод було збудовано за Чеським проектом.